# Силенто, Дайан
Дайан Силенто (англ. Diane Cilento, 2 апреля 1932 — 6 октября 2011) — австралийская актриса, номинантка на премию «Оскар» в 1963 году.

## Биография
Дайан Силенто родилась в австралийском городе Брисбен 2 апреля 1932 года в семье сэра Рафаэля Силенто и Филлис Силенто. В молодости она решила стать актрисой, и в начале 1950-х годов переехала в Великобританию. Вскоре она стала получать первые роли на большом экране, но до конца десятилетия снималась лишь в эпизодах.
Первые более крупные роли появились у актрисы лишь в начале 1960-х годов. Одной из таких ролей стала Молли Сигрим в фильме «Том Джонс» (1963), за которую Дайан Силенто была номинирована на «Оскар» как лучшая актриса второго плана. Несмотря на сопутствующий успех, в последующие годы актриса снималась очень мало, в большей степени посвятив себя семье: мужу Шону Коннери, за которого вышла в 1962 году и их сыну Джейсону. После развода с Коннери, Дайан Силенто жила в Великобритании, где занималась со своим духовным учителем Джоном Беннеттом.
В последующие годы она почти не снималась, и одной из немногих заметных её ролей стала мисс Роуз в фильме «Плетёный человек» (1973). В 1985 году Дайан Силенто вышла замуж за сценариста этого фильма, драматурга Энтони Шаффера, с которым была вместе до его смерти в 2001 году.
В 1980-х годах актриса вернулась в Австралию и поселилась в городке Моссман, к северу от Кэрнса, где организовала свой собственный театр. В 2006 году Дайан Силенто выпустила автобиографию под названием «Мои девять жизней».
Актриса скончалась 6 октября 2011 года в австралийском городе Кэрнс, штат Квинсленд, после продолжительной борьбы с раком в возрасте 79 лет.

## Избранная фильмография
- 1951 — Капитан Горацио Хорнблоуэр — Мария Хорнблоуэр (озвучка), нет в титрах
- 1952 — Мулен Руж — мидинетка, нет в титрах
- 1957 — Правда о женщинах — Эмброзайн Вини
- 1959 — Буря в самолёте — Анжелика Комо
- 1963 — Том Джонс — Молли Сигрим
- 1964 — Третий секрет — Энн Таннер
- 1965 — Агония и экстаз — графиня де Медичи
- 1967 — Отважный стрелок — Джесси
- 1967 — Живёшь только дважды — Кисси Судзуки (дублёр), нет в титрах
- 1972 — Рост населения: Ноль — Эдна Борден
- 1973 — Гитлер: Последние десять дней — Ханна Райч
- 1973 — Плетёный человек — мисс Роуз
- 1984 — Парень, у которого было всё — мать

### Озвучивание
- 1967 — Живёшь только дважды — Кисси Судзуки; Аки